# Serguéi Smetanin
Serguéi Smetanin nacido el 24 de octubre de 1973 en Ekaterimburgo es un antiguo ciclista ruso.

## Biografía
Serguéi Smetanin debutó como profesional en 1994 con el equipo Rotator. A lo largo de 19 temporadas en su carrera, ha brillado sobre todo en las carreras españolas y portugueses, perteneciendo a dos equipos de estos países. Ganó la Clásica de Alcobendas, el G. P. de Llodio, el GP International MR Cortez-Mitsubishi y una etapa de la Vuelta a España 2002.

## Palmarés
| 1996 - 1 etapa de la Vuelta a Castilla y León 1997 - Clásica de Alcobendas - 1 etapa en la Semana Catalana de Ciclismo - 1 etapa de la Vuelta a Asturias - 1 etapa de la Vuelta a La Rioja 1998 - G. P. de Llodio - 1 etapa de la Vuelta a Aragón - 1 etapa de la Vuelta a Galicia - 2 etapas de la Vuelta a La Rioja | 1999 - G. P. International MR Cortez-Mitsubishi, más 1 etapa - 1 etapa de la Vuelta a Burgos - 1 etapa de la Vuelta a La Rioja 2000 - 1 etapa de la Vuelta a Portugal - 1 etapa de la Semana Lombarda - 1 etapa del G. P. International MR Cortez-Mitsubishi 2001 - 1 etapa en la Semana Catalana de Ciclismo 2002 - 1 etapa en la Vuelta a España |

## Resultados en lasGrandes Vueltas

### Vuelta a España
- 1996 : 92.º
- 1998 : 61.º
- 1999 : 64.º
- 2001 : 114.º
- 2002 : 80.º, ganador de etapa

### Giro de Italia
- 1998 : abandono
- 1999 : 92.º